# Emma Kok
Emma Kok (Maastricht, 12 de marzo de 2008) es una cantante neerlandesa. Saltó a la fama en 2021 tras ganar la décima temporada de The Voice Kids. En 2023, su interpretación de la canción Voilà con André Rieu y la orquesta Johann Strauss se volvió viral y acumuló más de 50 millones de visitas en YouTube.

## Biografía
Emma Kok nació en 2008 en Maastricht y creció en Kerkrade. Sus padres, Vico y Nathalie Kok, son músicos que se conocieron en una sala de conciertos. Tiene dos hermanos: un hermano llamado Enzo y una hermana llamada Sophie. Su hermano es violinista y su hermana es cantante clásica.
Kok tiene gastroparesia y ha dependido de una sonda de alimentación desde los nueve meses de edad. Dijo que había sido acosada desde quinto grado debido a su enfermedad y su consiguiente menor estatura.

### Carrera
En junio de 2021, ganó la décima temporada de The Voice Kids bajo la dirección del rapero Ali B. En agosto de ese año cantó en un concierto benéfico para las víctimas de las inundaciones en Europa Central de 2021 en Limburgo. El 11 de marzo de 2022 publicó su primer sencillo, Let Me A Butterfly. Al año siguiente, lanzó su segundo sencillo Strijder el 16 de junio de 2023.
En febrero de 2023, ganó la temporada inaugural de Ministars con su interpretación de la canción Voilà de la cantante francesa Barbara Pravi. El violinista y director de orquesta holandés André Rieu, también de Maastricht, quedó tan impresionado por su actuación que la invitó a interpretar Voilà en su serie de conciertos anuales en la plaza Vrijthof en el centro de Maastricht en julio de 2023. Esta actuación pronto se volvió un fenómeno viral y acumuló 2,6 millones de visitas en cinco días. Luego lanzó tres versiones con Rieu en 2023: Voilà, White Christmas y All I Want for Christmas Is You. También participó en los conciertos navideños de Rieu en el Centro de Exposiciones y Conferencias de Maastricht (MECC) en diciembre de 2023.
En 2023, fundó Gastrostars, una fundación para ayudar a pacientes con gastroparesia.
En enero de 2024 se unió a Rieu en su gira mundial.

## Discografía

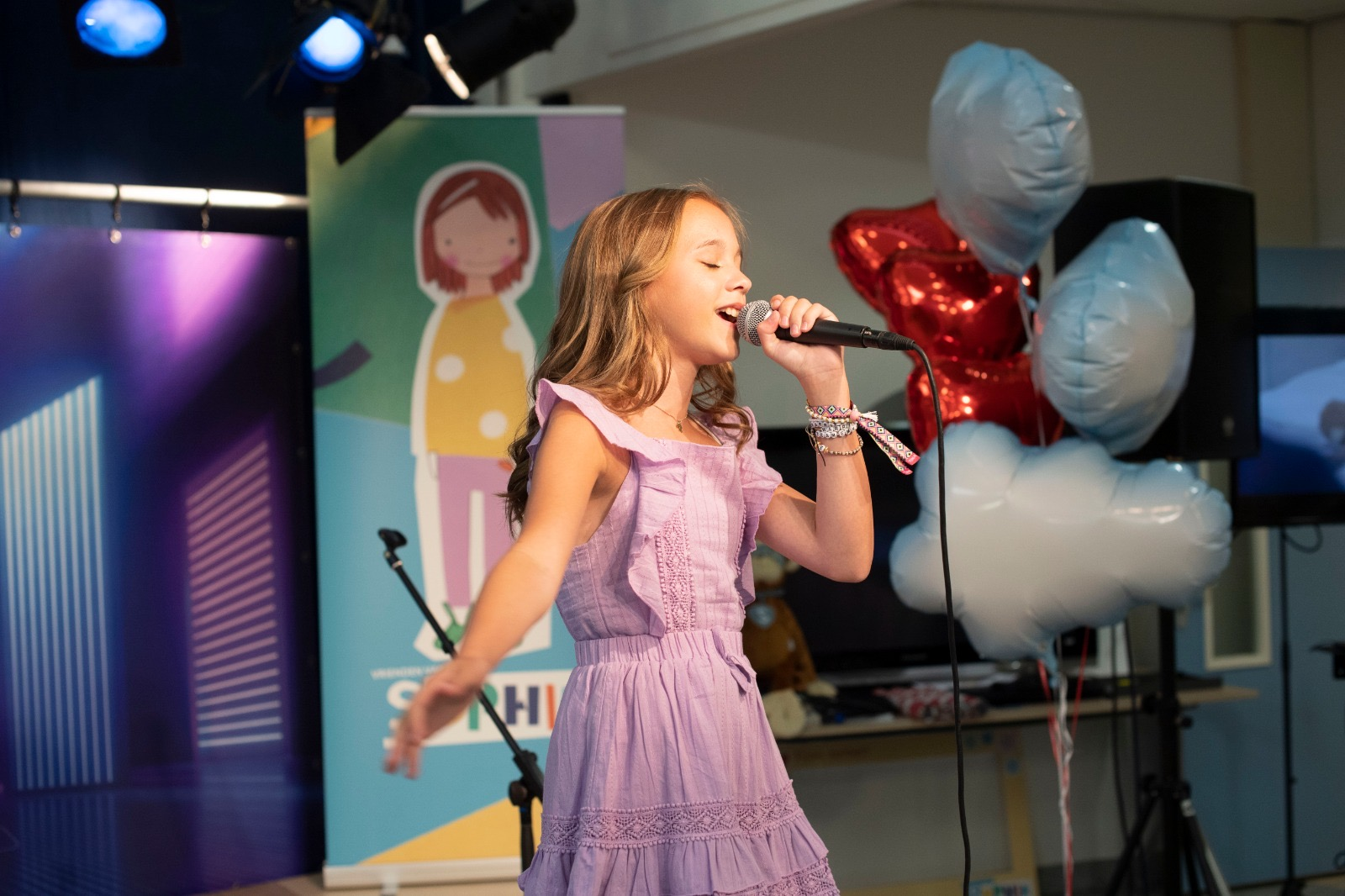
Emma Kok en un evento benéfico en 2022

### Sencillos
| Título                                                                        | Año  | Álbum     |
| ----------------------------------------------------------------------------- | ---- | --------- |
| Laat Mij Een Vlinder Zijn                                                     | 2022 | Sin álbum |
| Strijder                                                                      | 2023 | Sin álbum |
| Voilà (con André Rieu y la Orquesta Johann Strauss)                           | 2023 | Sin álbum |
| White Christmas (con André Rieu y la Orquesta Johann Strauss)                 | 2023 | Sin álbum |
| All I Want for Christmas Is You (con André Rieu y la Orquesta Johann Strauss) | 2023 | Sin álbum |
| Voilà (con Helene Fischer)                                                    | 2023 | Sin álbum |
| Dancing On The Stars (con André Rieu y la Orquesta Johann Strauss)            | 2024 | Sin álbum |
| Jade                                                                          | 2025 | Sin álbum |